# Cooking History – 6 Kriege, 11 Rezepte, 60.361.024 Tote
Cooking History – 6 Kriege, 11 Rezepte, 60.361.024 Tote ist ein tschechisch-slowakisch-österreichischer Dokumentarfilm des Regisseurs Peter Kerekes über die Geschichten und Schicksale von Militärköchen in verschiedenen europäischen Kriegen.

## Handlung
Ein Porträt mehrerer Militärköche aus ganz Europa, die in unterschiedlichen Armeen gedient haben und die europäischen Kriege des 20. Jahrhunderts miterlebt haben. Ihre Erinnerungen erschließen eine subjektive und von der gängigen Geschichtsschreibung teilweise abweichende Sicht auf historische Ereignisse. Sie führen den Zuseher hinter Daten und Fakten, Kriegserklärungen, Schlachten und Friedensabkommen.
Cooking History zeigt die kleinen Geheimnisse der Menschen, eröffnet eine Dimension von Geschichte, wie sie sich nicht in Schulbüchern oder Archiven wiederfindet. Die Anekdoten und Schicksale der Menschen in diesem Film vermitteln in ihrer Direktheit eine Ahnung vom Leben und Sterben im „Apparat Krieg“, von Hoffnungen, Sehnsüchten und Überlebensstrategien inmitten von Zerstörung und Ausweglosigkeit.

## Preise
- Sofia Int. Film Festival 2010
- Best Documentary
- Memorimage Film Festival 2009
- Best Production
- Chicago Int. Film Festival 2009
- Golden Hugo
- Hot Docs 2009
- Special Jury Prize
- Viennale 2009
- Vienna Film Prize
- DOK Leipzig 2009
- FIPRESCI Award